# Paliavana racemosa
Paliavana racemosa là một loài thực vật có hoa trong họ Tai voi. Loài này được (Vell.) Fritsch mô tả khoa học đầu tiên năm 1900.